# Casamicciola Terme
Casamicciola Terme est une commune italienne de la ville métropolitaine de Naples dans la région Campanie en Italie. Elle est située sur la côte nord de l'île volcanique d'Ischia.

## Administration
| Période                                  | Période  | Identité                 | Étiquette     | Qualité |
| ---------------------------------------- | -------- | ------------------------ | ------------- | ------- |
| 7 mai 2012                               | En cours | Giovan Battista Castagna | liste civique |         |
| Les données manquantes sont à compléter. |          |                          |               |         |

## Histoire
Casamicciola fut jadis appelée Casa Mezula et Casanizzola, du nom d'une Eritrese, Nizzola, qui guérit d'une infirmité des jambes dans les eaux de source de la Sinigallia. Des fouilles ont mis au jour des restes d'une civilisation mycénienne. Des habitants de Cumes chassés par Aristodème se seraient installés à la Casa Cumana.
La mythologie locale situe la demeure d'Alcinoé sur le Castiglione et le ruisseau où Nausicaa allait lessiver sur son écoulement maritime, qui accueillit le naufragé Ulysse. Certains indiquent la Grotte de Sybille comme demeure de la Sibylle de Cumes. C'est dans le parc thermal du Castiglione que Giulio Iasolino (it) guérit de nombreux nobles de l'époque. Le Dr Jasolino et l'évêque Fabio Polverino furent les promoteurs de constructions thermales. Au début du XVIIe siècle fut achevé le complexe Pio Monte ; le marquis don Andrea d'Avalos y érigea ensuite les Établissements Belliazzi. Ainsi naquit le tourisme thermal.

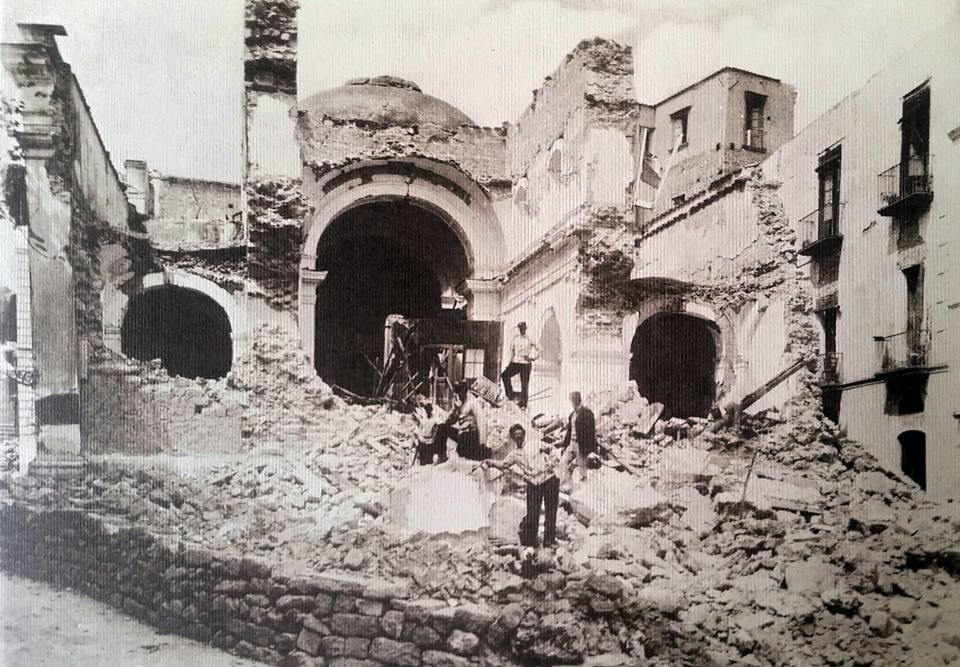
Dégâts du séisme de 1883.

En 1883, un tremblement de terre a frappé le nord d'Ischia. Malgré une magnitude modérée de 4,2 à 5,5, de nombreux bâtiments de l'île ont été totalement détruits. La ville a été lourdement endommagée : de nombreuses maisons et commerces ont été démolis. Au moins 2 313 personnes ont été tuées, dont 1 784 dans la seule ville.
Le 21 août 2017, un tremblement de terre de magnitude 4,3 a frappé Casamicciola, faisant deux morts, 42 blessés et endommageant plusieurs habitations. 
La commune de Casamicciola prit le suffixe Terme en 1956.
Le matin du 26 novembre 2022, des pluies torrentielles provoquent un important glissement de terrain : une vague de boue et de débris dévaste plusieurs parties de la ville, tuant 12 personnes, laissant plus de 200 personnes sans abri, et endommageant ou détruisant de nombreux bâtiments,.

## Géographie
La commune dispose d'un port maritime. Elle est dominée par l'excroissance volcanique Rotaro et la colline du Tabor et sa Spina (pointe). La pointe a été contournée par une coulée de lave provenant du mont Époméo, descendue en mer via les collines de Jetto et ayant formé la punta della Scrofa (pointe de la Truie).
Du sommet de l'Epoméo partent les collines de Casamicciola, telles la Pera, la Cràtica, l'Acqua Piccola, la Tresta, la Sentinella et la Castiglione, sillonnées par des ravins tels la Cava Arvaniello ou encore la Cava de Negroponte.

Cette commune est riche de ses eaux minérales, provenant des bassins du Gurgitello (« petit fleuve »), du Rete (ou Rita) et du Castiglione avec son parc thermal actuel. Les sources prennent le nom des qualités qu'on leur confère, telles la Stomaco, la denti, la ferro, l'aurifero, l'argenteo, la colata, la Sinigallia, la Cal d'Obrasco et la Val di Negroponte.

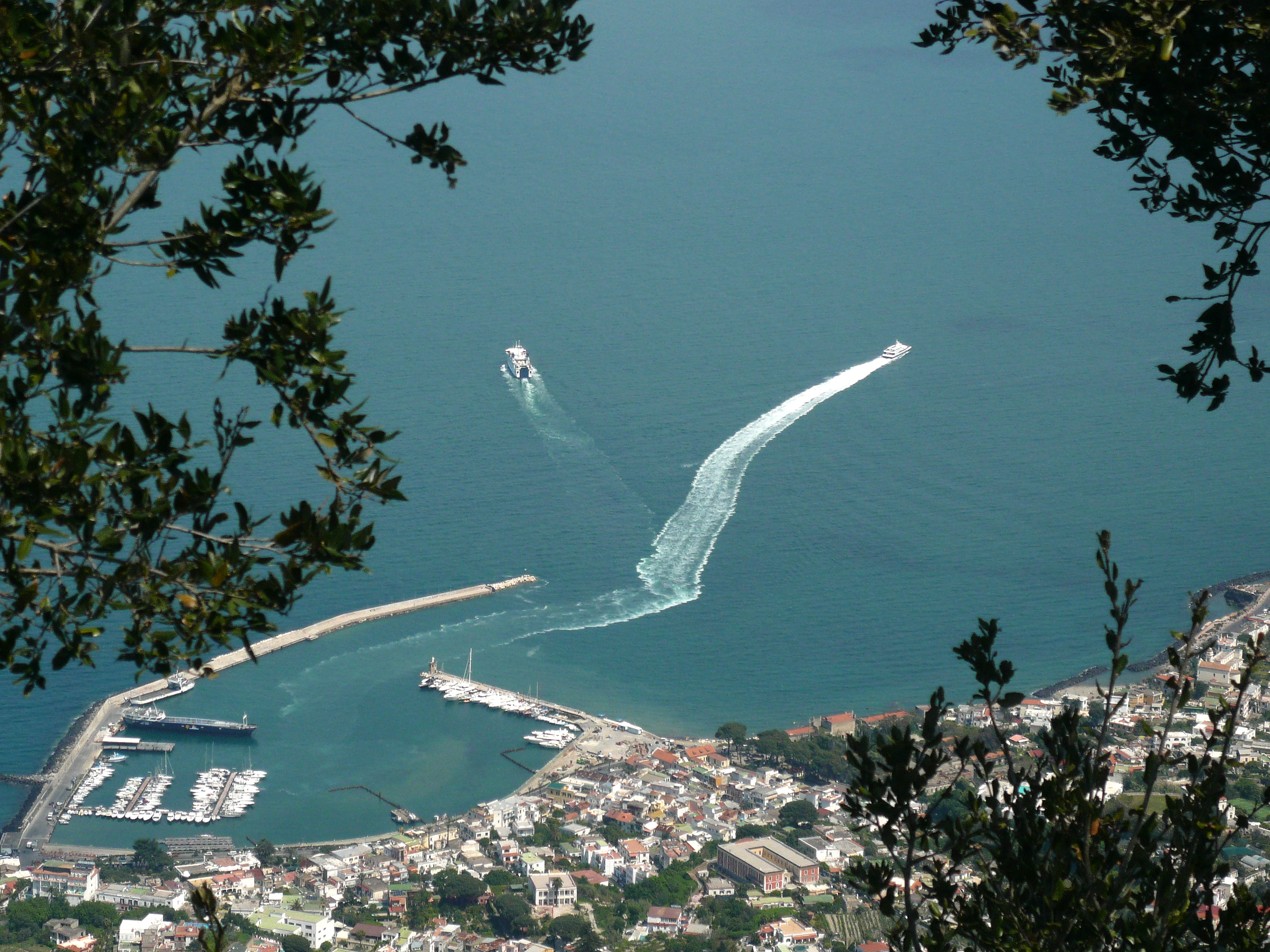
Vue sur le port.

### Églises

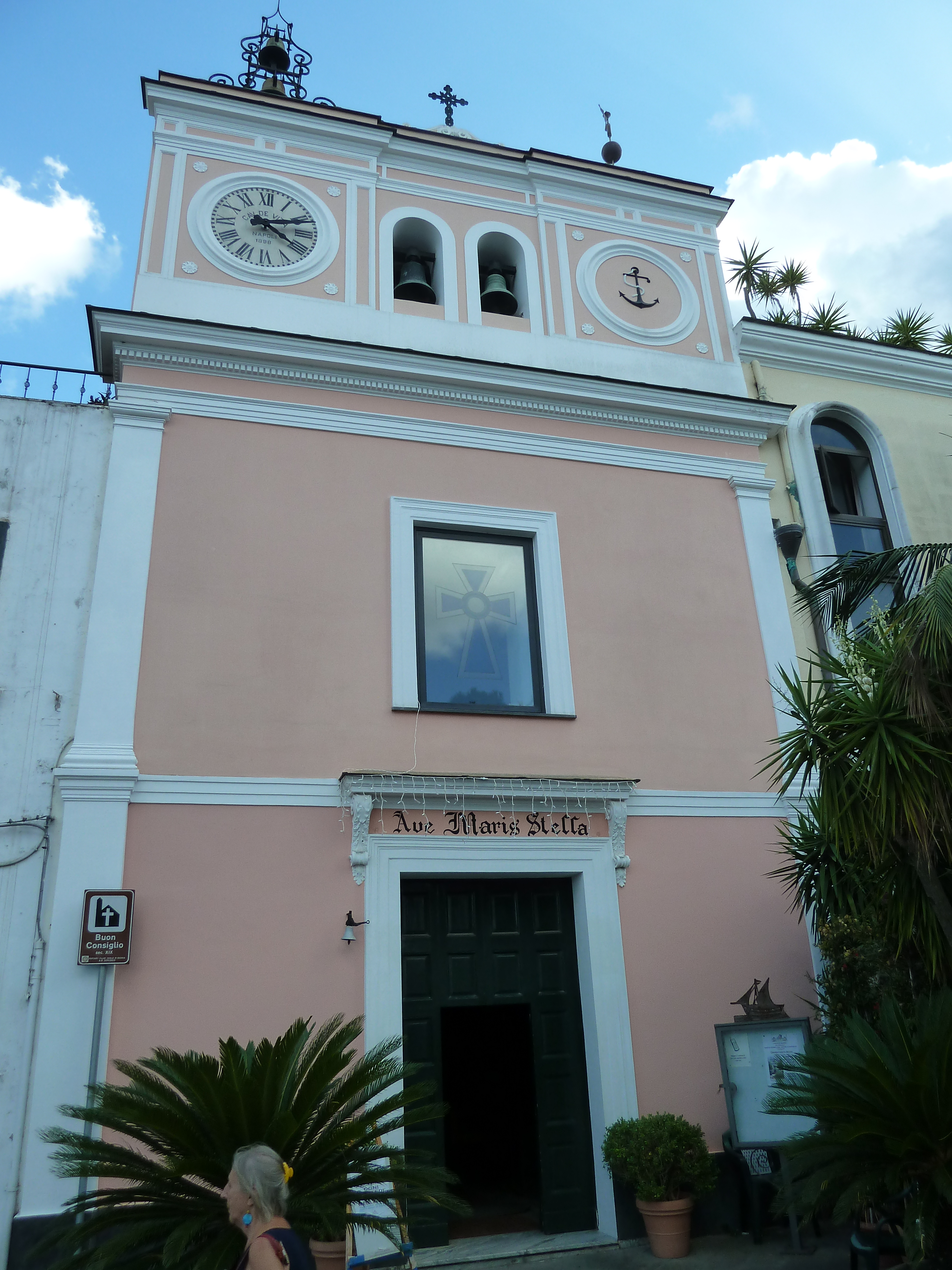
Le Buon Consiglio (« bon conseil »), église fondée par les marins au XIXe siècle

- Santa Maria della Pieta, reconstruite après le séisme de 1883 ;
- San Gabriele, avec le couvent des pères passionistes, début du XXe siècle ;
- Saint Antoine de Padoue, édifiée sur les ruines d'une église du XVIIe siècle ;
- Sainte Marie-Madeleine, inaugurée en 1898, elle contient la tombe de Giuseppe Morgera (it) ;
- Église de l'Immaculée, du début du XVIIIe siècle, reconstruite après le séisme.

### Hameaux
Frazione : Marina, Piazza Bagni, Maio, Perrone, Sentinella.

### Communes limitrophes
Barano d'Ischia, Forio, Ischia (Italie), Lacco Ameno, Serrara Fontana